# Tarnówka (województwo lubelskie)
Tarnówka – kolonia w Polsce położona w województwie lubelskim, w powiecie chełmskim, w gminie Ruda-Huta.
W latach 1975–1998 miejscowość administracyjnie należała do województwa chełmskiego.